# Gehrt Rickers
Gehrt Rickers (* 7. März 1872 in Heiligenstedten; † 30. September 1936 in Kiel) war ein deutscher Lehrer und Politiker (SPD).

## Leben
Nach dem Volksschulabschluss in Heiligenstedten besuchte Gehrt Rickers die Präparandenanstalt. Darauf folgte von 1890 bis 1893 das Lehrerseminar in Tondern. 1893 bestand er die Erste und 1895 die Zweite Lehrerprüfung. Von Mai 1893 bis Dezember 1896 war er als Lehrer in Raisdorf und von Januar 1897 bis März 1900 als Lehrer an der Knabenbürgerschule in Plön tätig. In den folgenden Jahren arbeitete er bis 1933 als Lehrer in Kiel, zuletzt als Konrektor. Neben seiner pädagogischen Arbeit betätigte er sich ehrenamtlich, so war er von 1918 bis 1924 Vorsitzender der Kieler Kinderschutzkommission und von 1919 bis 1924 Vorsitzender des Kieler Arbeiterbildungsausschusses.
Rickers zählte 1919 zu den Gründern des sozialistischen Lehrervereins und war von 1919 bis 1925 Vorsitzender der Arbeitsgemeinschaft sozialdemokratischer Lehrer in Kiel. Im Dezember 1924 wurde er als Abgeordneter in den Preußischen Landtag gewählt, dem er bis März 1933 angehörte.